# Saïda
Saïda (arabisch سعيدة, DMG Saʿīda, tamazight ⵙⵄⵉⴷⴰ Sɛida) ist eine Stadt in der gleichnamigen Provinz im nordwestlichen Algerien mit ca. 130.000 Einwohnern (Schätzung 2006).

## Geschichte
Die Stadt liegt am Südabhang des Tellatlas an einer strategisch bedeutenden Lage. Schon zur Römerzeit bestand an der Stelle ein Fort. Im 19. Jahrhundert hatte der algerische Freiheitskämpfer Abd el-Kader hier eine Festung. Als die französischen Streitkräfte 1844 anrückten, ließ er die Stadt niederbrennen. 1854 gründeten die Franzosen die Stadt als militärischen Außenposten neu. 1896 hatte die Stadt 7803 Einwohner, davon waren 3641 Muslime, 2801 Franzosen und 1348 waren weitere Europäer (meist Italiener, Spanier, Maltesen). Die offizielle Zählung gab zudem 13 Juden an.
Von 1954 bis 1962 währte der Algerienkrieg. Bis zum Kriegsende und der Unabhängigkeit gehörte die Stadt zum 1956 neu eingeteilten französischen Verwaltungsgebiet Wilaya 5.

## Wirtschaft
Zu den wichtigsten Wirtschaftszweigen zählen die Lederindustrie, die Förderung von Mineralwasser sowie die Landwirtschaft.

## Persönlichkeiten
- Lydia Ourahmane (* 1992), bildende Künstlerin